# Bilnøgle
En bilnøgle er en nøgle, som er beregnet til at låse, åbne og starte en bil. Nyere bilnøgler er som regel udført som såkaldte vendenøgler, hvilket bevirker at det er ligegyldigt hvordan nøglen vender, når den stikkes i låsen.
På nyere biler er det mest almindeligt at den samme nøgle bruges til alle låsene, men på mange ældre biler er der forskellige nøgler til tænding og døre.
I dag er der i de fleste biler monteret et centrallåsesystem, som betjenes med en fjernbetjening, som normalt er sammenbygget med bilnøglen.
Fra midten af 1990'erne blev det også normalt at indbygge en chip til startspærren i hovedet af bilnøglen. Denne chip bevirker at bilen kun kan startes ved hjælp af den rigtige nøgle.
Med bilnøglen kan også handske- og bagagerummene og i nogle biler også bagsæderyglænet låses og låses op. Ofte bruges bilnøglen også til at til- og frakoble airbagenheden i passagersiden samt åbne og låse tankdækslet.
Til nogle biler medfølger også en såkaldt "hotelnøgle". Denne nøgle kan godt låse fordørene op og starte motoren, men kan ikke betjene låsene i handske- og bagagerummene.
- Wikimedia Commons har flere filer relateret til Bilnøgle

| Maskiner | Spire Denne artikel om maskiner, maskindele og apparater er en spire som bør udbygges. Du er velkommen til at hjælpe Wikipedia ved at udvide den. |